# المرأة في غويانا الفرنسية
النساء في غويانا الفرنسية هن النساء اللاتي يعيشن في أو من غويانا الفرنسية.

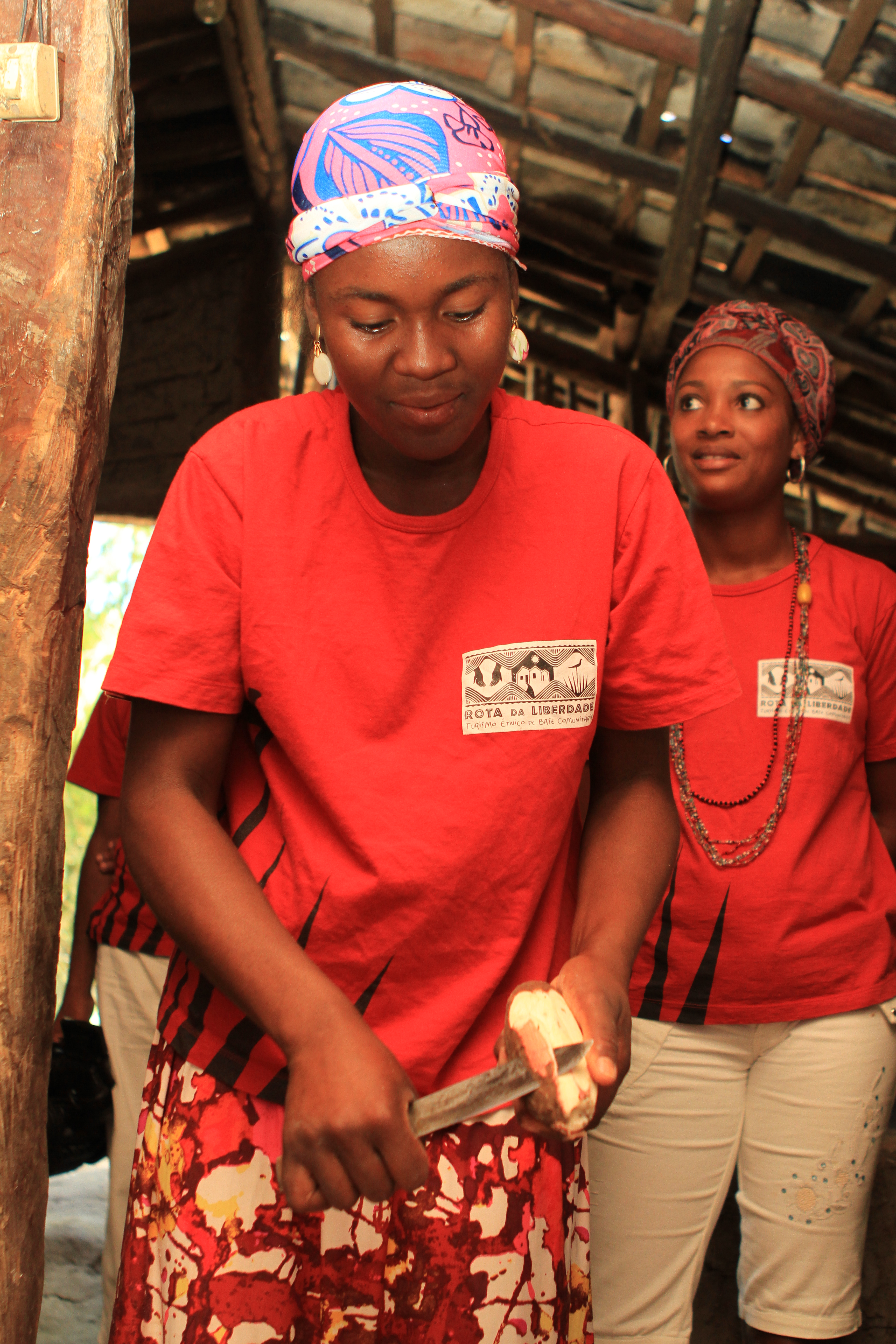
اثنتين في العصر الحديث من غيانا الفرنسية. المرأة في الأمام تقوم بتقشير المنيهوت.

بعض هؤلاء النسوة من مجتمع المارون من غيانا الفرنسية.
على الرغم من نسل أمومي في الطبيعة، بعض النساء المارون في غويانا الفرنسية كانت في إحدى المرات مساعدة لزعيم الذكور.
الوظيفة المشتركة لنساء المارون في غويانا الفرنسية تشمل أعمال التنظيف في المناطق الساحلية، وخاصة في أسواق سان لوران وكاين لكسب الدخل الذي من شأنه أن يدعم أطفالهن.
النساء الأخريات من جويانا الفرنسية أيضا يأتين من جماعات عرقية أخرى مثل كالينا، وأوياريكوليت، وشعب ويانا.